# Wacław Prochnau

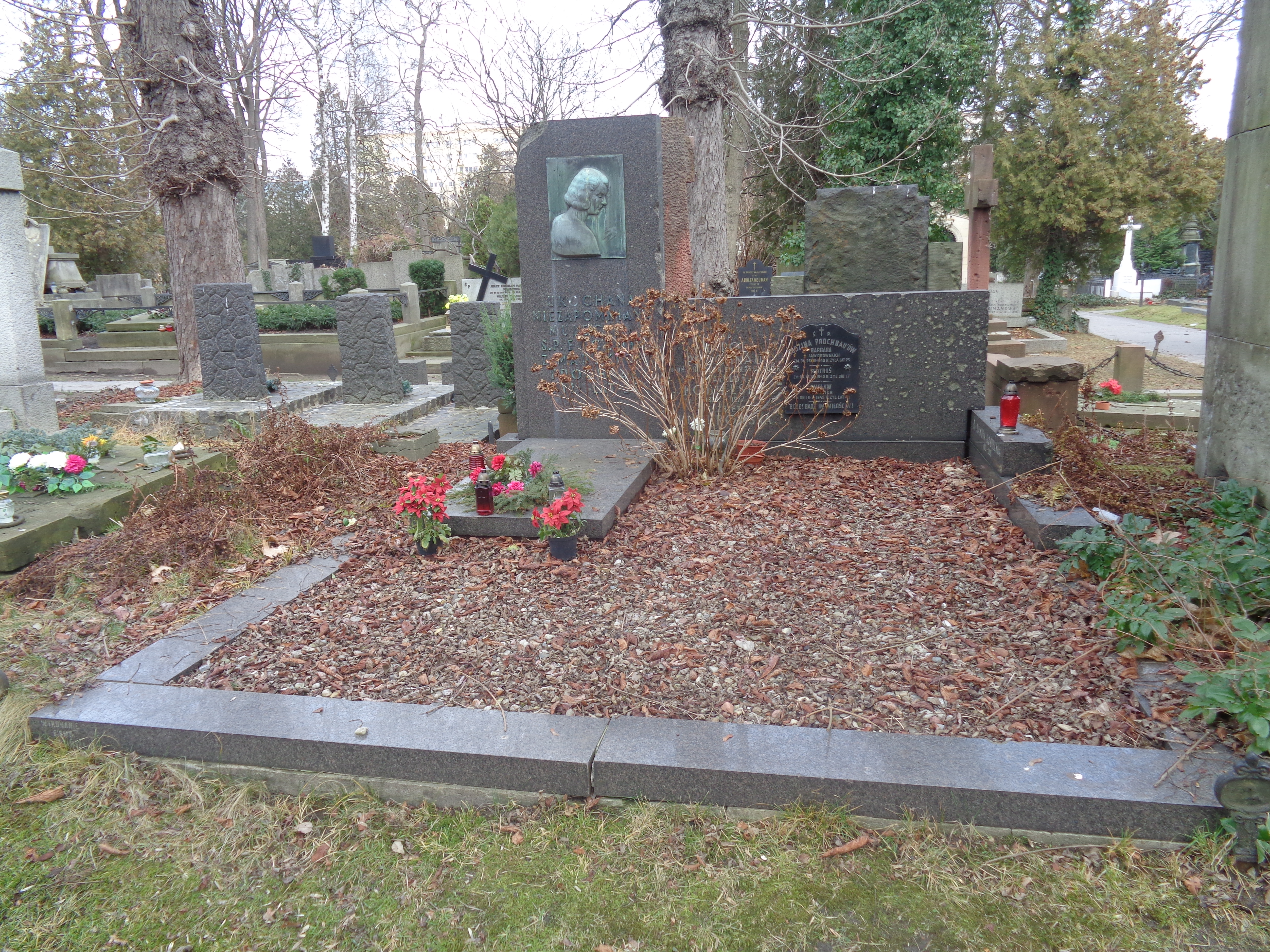
Grób Wacława Prochnaua na Cmentarzu ewangelicko-augsburskim

Wacław Prochnau (ur. w 1905, zm. 16 maja 1945) – polski inżynier, harcmistrz, Komendant Mazowieckiej Chorągwi Harcerzy ZHP. 
Wacław Prochnau był inżynierem. W latach 30. pracował jako dyrektor techniczny Zakładów Akumulatorowych „Tudor”, był również działaczem pożarniczym. Od co najmniej sierpnia 1937 roku był p.o. Komendanta Mazowieckiej Chorągwi Harcerzy, a od 1938 roku – Komendantem tejże Chorągwi.
W czasie wojny był oficerem wywiadu.
Został pochowany na cmentarzu ewangelicko-augsburskim w Warszawie (aleja 17, grób 2).
Był autorem lub współautorem kilku książek technicznych, m.in.:
- Akumulatory samochodowe (Bibljoteka Automobilisty, tom 7, Trzaska, Evert i Michalski, Warszawa 1930)
- Elektrotechnika samochodowa (Trzaska, Evert i Michalski, Warszawa b.r.)
- Słownik techniczny w czterech językach. Część I i II: niemiecki, polski, angielski, francuski (wspólnie z: Janem Wleklińskim, Czesławem Rajskim, Mieczysławem Makowskim, Piotrem Wilniewiczem i innymi, Księgarnia Techniczna, Warszawa 1937–1938)